# Kettenrettung

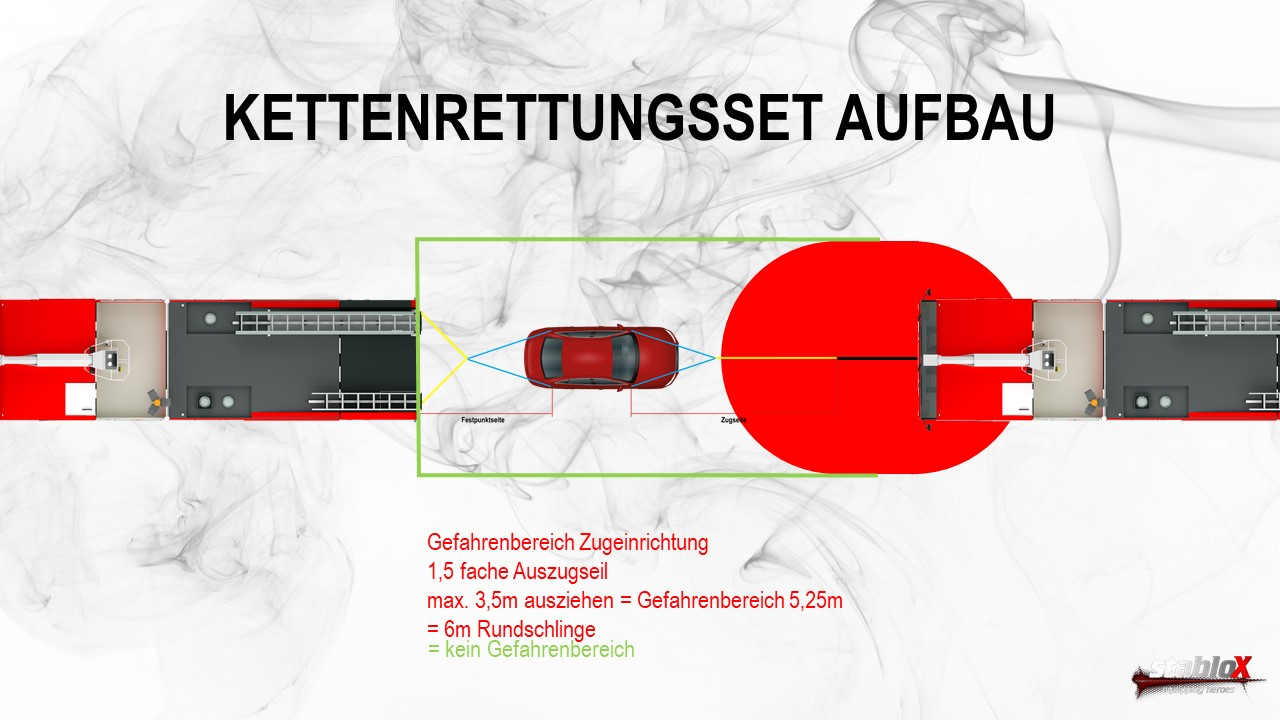
Aufbau Kettenrettung

Die Kettenrettung ist eine Methode der Rettung aus verunfallten Fahrzeugen, bei der die vorderen Fahrzeugsäulen oben durchgeschnitten werden, Ketten um die vorderen und hinteren Säulen geschlungen und das Unfallauto auseinandergezogen wird. Dabei knicken die Türschweller ein und geben einen Zugang von vorn zum Innenraum frei.
Bereits zu den Anfangszeiten der technischen Unfallrettung mit hydraulischem Rettungsgerät wurden mit dem Einsatz von Ketten eingeklemmte Personen befreit. Durch die immer leistungsstärkeren hydraulischen Rettungsgeräte verlor dies jedoch an Bedeutung. Der schwedische Feuerwehrmann Jimmy Säfström entwickelte zur Jahrtausendwende ein neues Verfahren der Kettenrettung.
Die Kettenrettung erlangte durch Jimmy Säfström Heavy Rescue Training Sweden ein Comeback. Feuerwehren weltweit setzen bereits die Kettenrettung wieder ein.

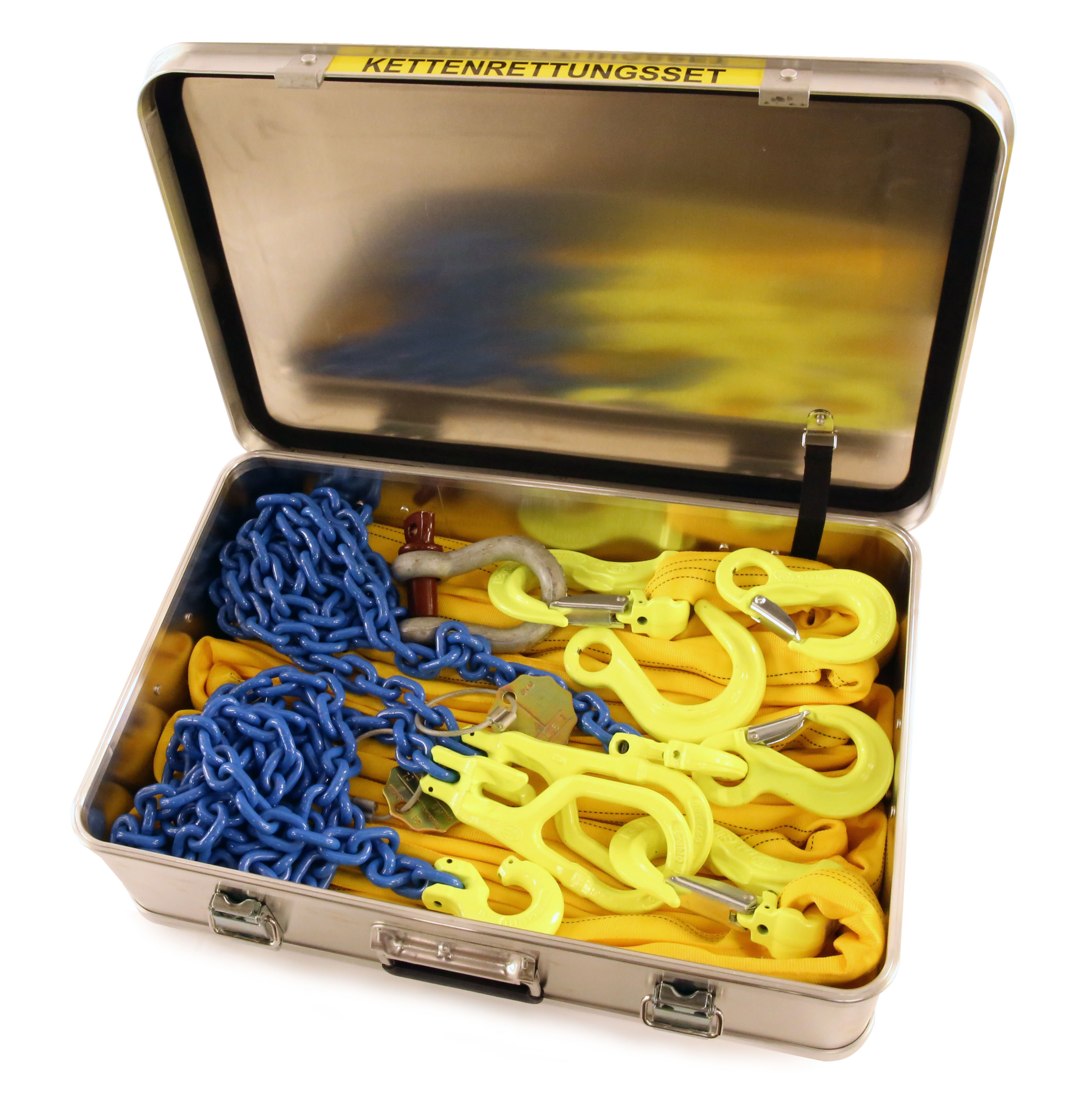
Kettenrettungsset Zugseite
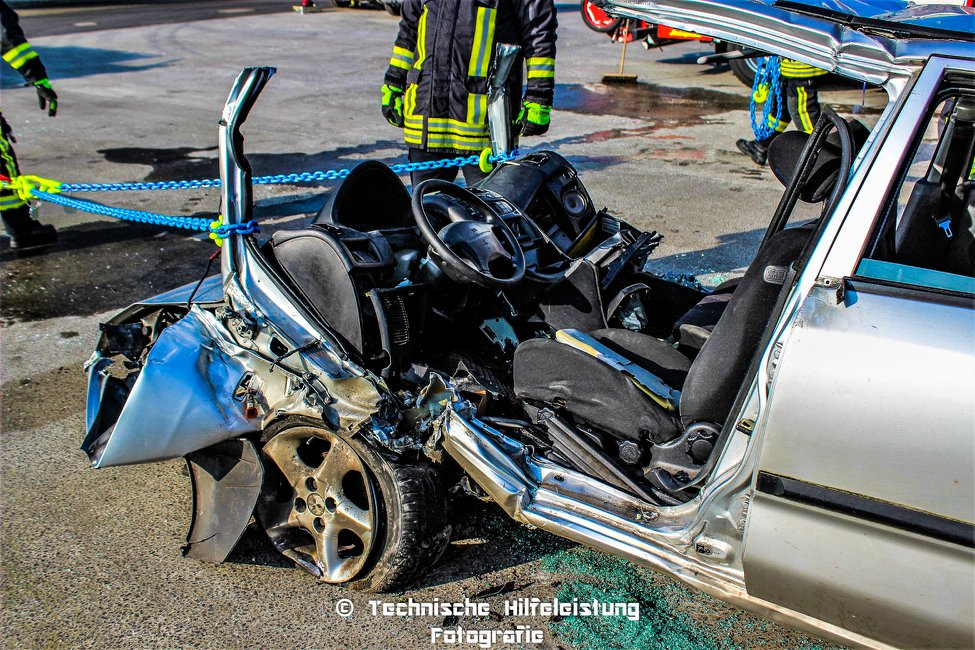
Kettenrettung Frontalaufprall
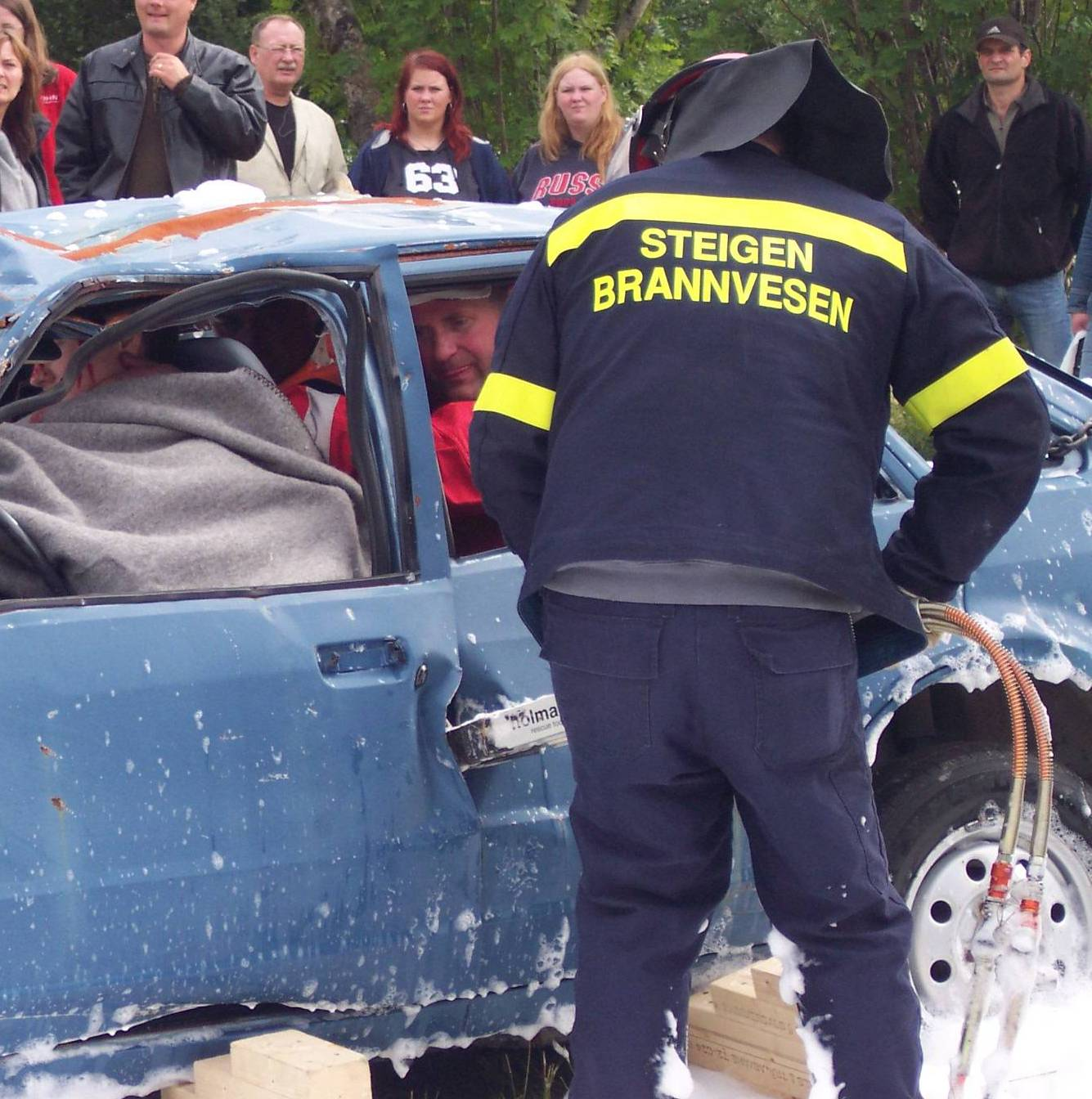
Hydraulisches Rettungsgerät